# Rue Le Peletier
Pour les articles homonymes, voir Le Peletier.
La rue Le Peletier est une rue du 9e arrondissement de Paris.

## Situation et accès

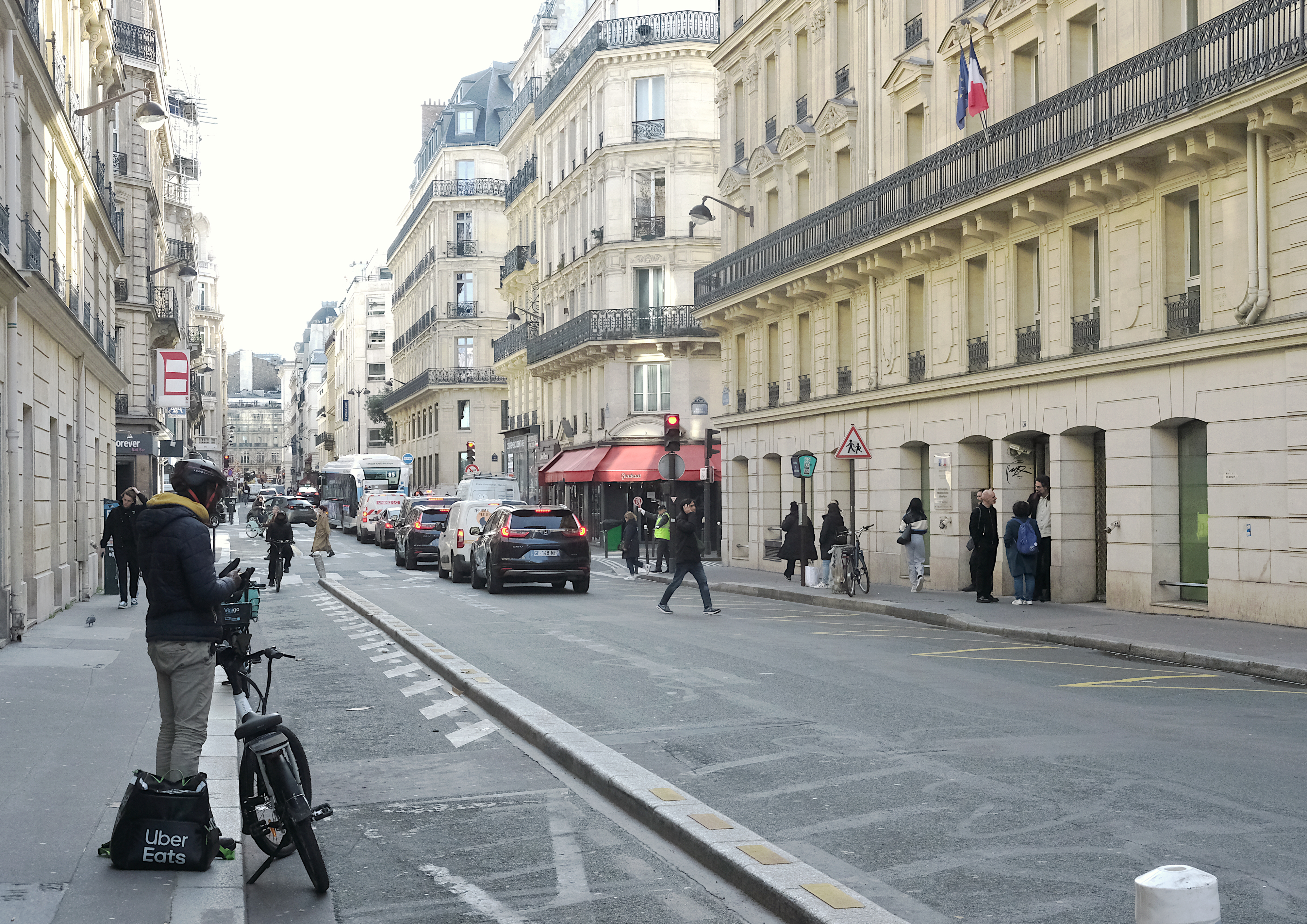
La rue Le Peletier en direction du boulevard des Italiens.

Le quartier est desservi par la ligne 7, à la station Le Peletier.

## Origine du nom
La rue porte le nom du prévôt des marchands de Paris, Louis Le Peletier de Morfontaine (1730-1799).

## Historique
La rue Le Peletier donne en 1786 sur le boulevard des Italiens et la rue Pinon (devenue rue Rossini) aux frais du financier Delaborde[pas clair]. C’est l’une des trois premières rues de Paris à être pourvues de trottoir, avec la rue de l’Odéon et la rue de Louvois.
Elle fut prolongée en 1793 de la rue Pinon à la rue de Provence et en 1862 de la rue de Provence à la rue de Châteaudun.
C'est dans cette rue que le 14 janvier 1858 Felice Orsini et ses complices commirent un attentat contre Napoléon III.

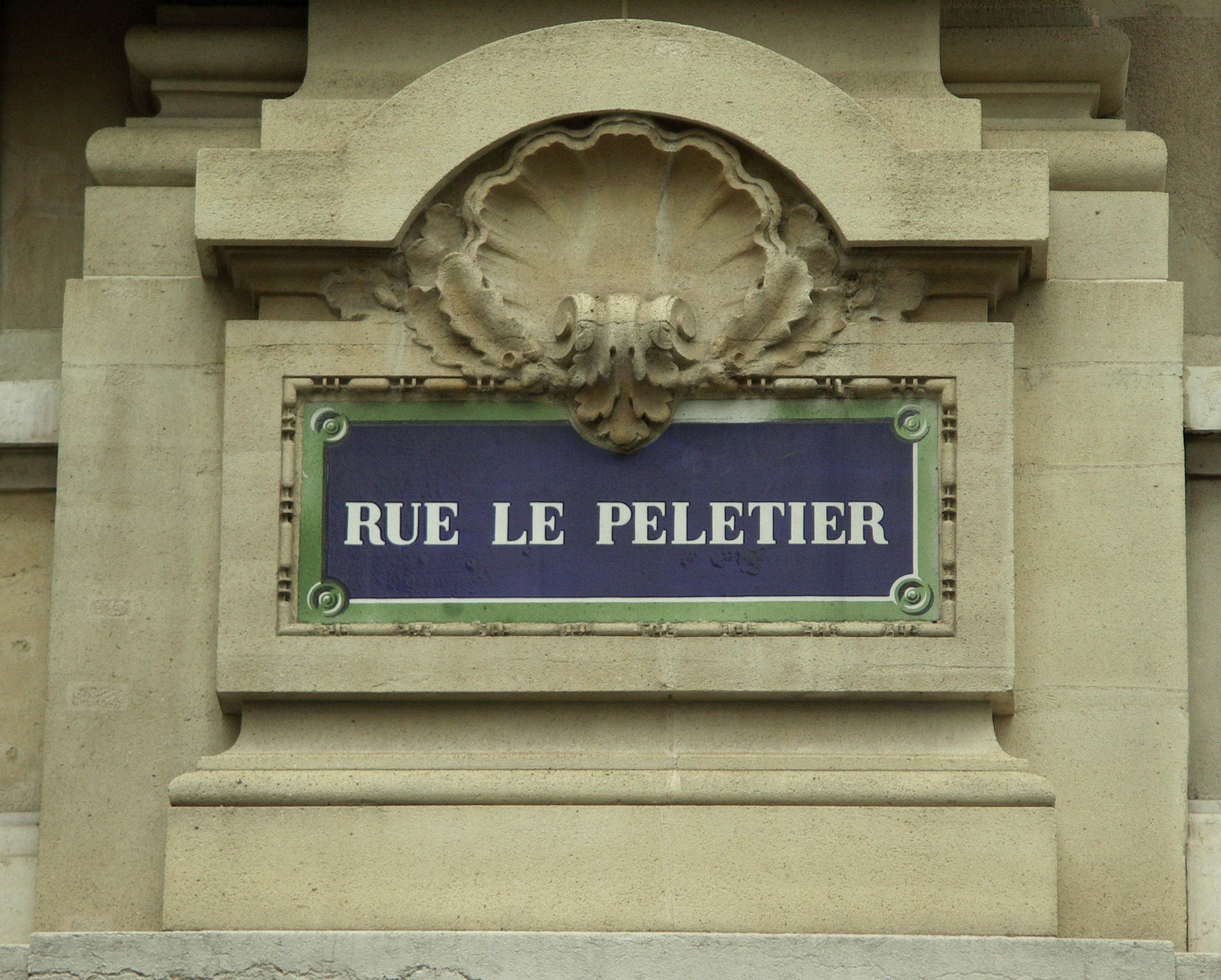
Plaque de rue de la rue Le Peletier.

## Bâtiments remarquables et lieux de mémoire

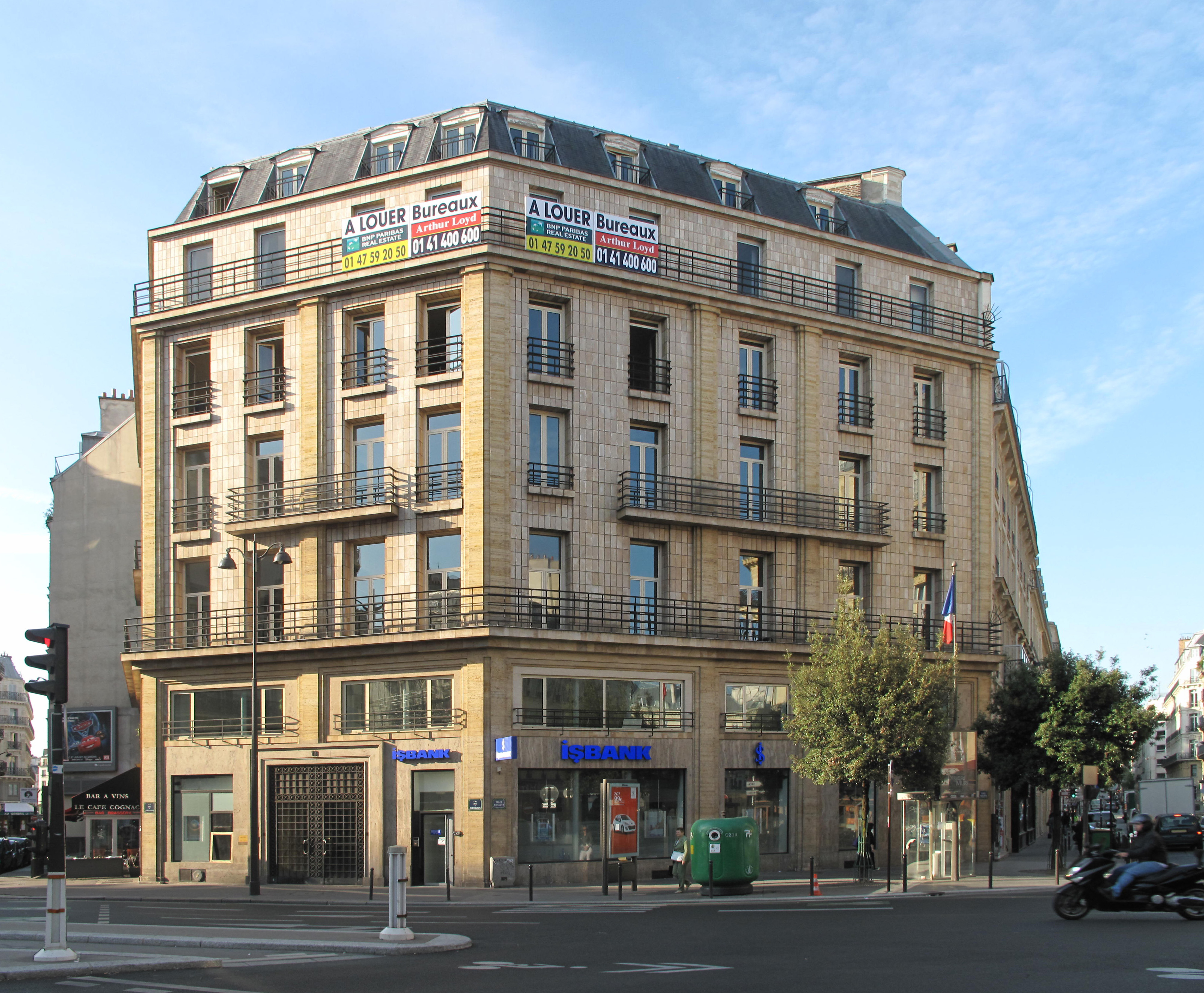
L'ancien siège du PCF.

- No 1 : réalisé par l’architecte Georges Morin-Goustiaux, l’immeuble est primé au Concours de façades de la ville de Paris de 1901[1].
- No 6 : en avril 1877 eut lieu dans un appartement situé à cette adresse, la 3e exposition du groupe des peintres impressionnistes[2].
- N°9 : en 1810, le prince Nikolaus Esterhazy II achète une propriété qu'il fait entièrement reconstruire par l'architecte français Charles Moreau. Il y a vécu jusqu'en 1813.
- No 11 : en avril 1876 eut lieu la 2e exposition du groupe des peintres impressionnistes dans les locaux du célèbre marchand d'art Paul Durand-Ruel, avec la participation de dix-neuf peintres[3].
- No 12 : en 1820 et 1821 est construite à cette adresse une grande salle de théâtre, la salle Le Peletier, où vient s’installer l’opéra de Paris de 1821 (inauguration le 16 août) à 1873 (incendie dans la nuit du 28 au 29 octobre). C’est devant l’entrée de cet opéra qu’Orsini perpètre l’attentat du 14 janvier 1858 contre Napoléon III.
- No 19 : cabaret le Co-Co-Ri-Co, dirigé par Guy de Greziane, inauguré en 1921[4],[5].
- No 25 : restaurant Au Petit Riche fondé en 1854, comme annexe du Café Riche pour les « petites gens ».
- No 29: immeuble habité par le philosophe et poète Jean Wahl pendant une trentaine d'années, au cinquième et dernier étage.
- No 35 : adresse des éditions Alphonse Leduc de 1866 à 1874[6].
- No 44 rue Le Peletier, no 13 rue de Chateaudun et no 59 rue du Faubourg-Montmartre : immeuble du siège national du Parti communiste français de 1937 jusqu'à son déménagement en 1971 au nouveau siège place du Colonel-Fabien. En 1944, il est réquisitionné pour être le siège de la Milice française[7]. En 1956, le siège du PCF est mis à sac en réaction de la répression soviétique de l'insurrection de Budapest.
- No 45 : DRAC (Direction Régionale des Affaires Culturelles) d'Île-de-France.
- No 47 : galerie Le Barc de Boutteville, du nom de son propriétaire marchand de tableaux, qui s'intéressa aux peintres contemporains à partir de 1891.

## Source
- Historama, no 283, juin 1975, p. 22.